# Franz Vogt (Gewerkschafter)
Franz Vogt (* 9. Oktober 1899 in Karschin, Landkreis Grünberg in Schlesien; † 14. Mai 1940 in Amsterdam) war ein deutscher Gewerkschafter, SPD-Politiker und Widerstandskämpfer gegen das NS-Regime.

## Leben
Vogt wurde im Juni 1917 zum Kriegsdienst eingezogen, nahm als Soldat am Ersten Weltkrieg teil und wurde an der Ostfront eingesetzt. Nach einer Verwundung geriet er in russische Kriegsgefangenschaft. Im Anschluss war Vogt Mitglied des Grenzschutz-Freikorps von der Lippe. Anfang der 1920er Jahre besuchte er das Lehrerseminar; von 1925 bis 1926 studierte er ohne einen Abschluss zu erwerben in Düsseldorf. Er erhielt keine Anstellung als Volksschullehrer, woraufhin er als Zechenangestellter im Ruhrbergbau arbeitete.
Vogt trat 1920 in die SPD ein. Er war Vorsitzender des Reichsbanners in Bochum und Angestellter der Wirtschaftspolitischen Abteilung beim Hauptvorstand des freigewerkschaftlichen Bergarbeiterverbandes. Er war ab 1932 Abgeordneter der SPD im Preußischen Landtag. 
Als Reaktion auf die Machtübertragung auf die NSDAP 1933 fand am 12. Februar 1933 eine Demonstration der Eisernen Front mit um 10.000 Teilnehmern statt. Bei ihr sprach Franz Vogt die Begrüßungsworte. Bei der Abschlusskundgebung im Schützenhof gab es noch Reden von Fritz Husemann und Heinrich König. Diese dürften vor Verhaftung und Verfolgung bzw. Exil die letzten öffentlichen Auftritte der drei lokal bedeutenden Politiker gewesen sein. Vogt emigrierte im Juni 1933 zunächst in das Saargebiet und von dort im September in die Niederlande. Hier arbeitete er im Widerstand gegen das NS-Regime. In Amsterdam gehörte er zur Redaktion der Exilzeitung Freie Presse. Vogt beteiligte sich in Paris an der Gründung des Arbeitsausschusses freigewerkschaftlicher Bergarbeiter Deutschlands und wurde Sekretär dieser Organisation. In Amsterdam gab er die Bergarbeiter-Mitteilungen und die Bergarbeiter-Zeitung heraus. 1938 wurde er Mitglied im Exekutiv-Komitee der Internationalen Bergarbeiter-Vereinigung (Miners’ International Federation, MIF). Als die Wehrmacht die Niederlande überfiel, flüchtete Franz Vogt in den Suizid.
Die Stadt Bochum benannte nach dem Widerstandskämpfer die Franz-Vogt-Straße.